# Meterostachys sikokianus
Meterostachys sikokianus är en fetbladsväxtart som först beskrevs av Tomitaro Makino, och fick sitt nu gällande namn av Takenoshin Nakai. Meterostachys sikokianus ingår i släktet Meterostachys och familjen fetbladsväxter. Inga underarter finns listade i Catalogue of Life.